# Синдром 49, XYYYY
Синдром 49, XYYYY — чрезвычайно редкая анеуплоидная половая хромосомная аномалия. Случается реже чем 1 из 1 000 000 случаев.
Представляет собой редкую аномалию числа Y-хромосомы с различными вариантами фенотипа, в основном характеризующимся умственной инвалидностью от умеренной до тяжелой, задержкой речевого развития, гипотонией и легкими дисморфическими признаками, включая асимметрию лица, гипертелоризм, двусторонние низко посаженные уши и микрогнатию. Также могут встречаться скелетные аномалии (такие как деформации черепа, клинодактилия, брахидактилия) и поведенческие особенности. 
Хотя другие вариации полисомии Y-хромосомы связаны с высоким ростом, такая картина не наблюдается при кариотипе 49,XYYYY. Считается, что с этим кариотипом связаны аутизм и синдром дефицита внимания с гиперактивностью.
При рождении у таких людей гениталии имеют обычный вид, хотя у взрослых отмечается гипогонадизм и азооспермия.

## История
В медицинской литературе было зарегистрировано семь немозаичных случаев такого кариотипа, а также пять мозаичных случаев, в двух из которых было больше клеток 48, XYYY, чем 49, XYYYY. Из-за редкой встречаемости такого варианта кариотипа, он мало изучен.
Немозаичный вариант кариотипа 49, XYYYY был впервые зарегистрирован в 1981 году у 14-месячного мальчика. Мозаичный случай 49, XYYYY/45, X0 был зарегистрирован в 1968 году.  Описано только два случая кариотипа 49, XYYYY у взрослых.